# Kujbiševsko jezero
Kujbiševsko jezero (rusko Ку́йбышевское водохрани́лище, latinizirano: Kujbiševskoe vodohranilišče), včasih imenovano Samarsko jezero in neuradno imenovano Kujbiševsko morje, je akumulacijsko jezero na srednji Volgi in spodnji Kami v republikah Čuvašiji, Marij El, Tatarstan, Samarski oblasti in Uljanovski oblasti v Rusiji. Ima površino 6450 km² in prostornino 58 milijard kubičnih metrov. Je največje akumulacijsko jezero v Evropi in eno največjih na svetu po površini. Večja mesta v bližini so Kazan, Uljanovsk in Toljati.
Jezero je nastalo zaradi jezu Žiguljovske hidroelektrarne (prej Volška hidroelektrarna V. I. Lenina), ki je med mestoma Žiguljovsk in Toljati v Samarski oblasti. Napolnjeno je bilo v letih 1955–1957.
Nasipni jez, zgrajen blizu Žiguljovska (53°46′38″N 48°55′46″E / 53.77722°N 48.92944°E), ki je sestavljen iz okoli 162 milijonov m³ zemljine, okoli 7036 milijonov m³ armiranega betona in številnih navpičnih sten za tesnjenje, se dviga v povprečno višino od 27 m do 44,5 m (največja globina jezera) nad strugo Volge. V jez je bila vgrajena stavba hidroelektrarne dolžine 600 m in širine 80 m. »Lenin« je bila ob izgradnji največja hidroelektrarna na svetu. Uradno je bila odprta 10. avgusta 1958. Moč, proizvedena v 20 turbinah v skupni moči 2315 MW (17 × 115 MW in po pretvorbi 3 × 120 MW), se v glavnem uporablja za napajanje industrije v Samari in njeni okolici. Voda Volge se uporablja tudi za namakanje. Poleg tega je bil v jez vključen približno 1,1 km dolg protipoplavni jez.
Za gradnjo rezervoarja in hidroelektrarne so bili uporabljeni zaporniki iz Kunejevskega delovnega taborišča, enega od taborišč velikega kompleksa Gulag.
S polnjenjem rezervoarja v 1950-ih je nekatere vasi in mesta potopila narasla voda in so bila obnovljena na višjih terenih. Med njimi je bilo staro trdnjavsko mesto Stavropol na Volgi, ki ga je nadomestil Toljati. Eno okrožje Uljanovska je pod gladino vode in je pred jezerom zaščiteno z nasipom.
- Topografija terena
- Gorati desni breg jezera
- Kujbiševsko jezero blizu Kazana
- Rudnik gipsa in sadre blizu ustja Kame